# نبيل الخضر
نبيل الخضر صحفي ومستشار إعلامي كويتي

## نبذة
خريج في كلية العلوم، بكالوريوس علوم – تخصص جيولوجيا من جامعة الكويت الا انه واحد من أوائل وأبرز الكويتيين في مهنة الصحافة، عارف بأسرار المهنة ومبدع في الكتابة الساخرة.
بدأ ممارسة المهنة أثناء الدراسة في جريدة «الرأي العام» القديمة منذ عام 1984، وتدرج في المناصب حتى وصل إلى منصب مدير التحرير، وأسس جريدة «أسرار» نصف الشهرية وهو من مؤسسي جريدة «آفاق» أول جريدة جامعية في المنطقة، كما أصبح أول مدير تحرير لها، وأسس مجلة الخريج الجامعية وتولى إدارة تحريرها أيضاً. وشارك كمراسل حربي في تغطية حرب أسام في الهند وحرب اليمن.

## مسيرة
- في عام 1991 عين مديراً لتحرير جريدة الأنباء حيث حققت الجريدة المركز الأول في التوزيع والانتشار، وأسس في تلك الأثناء مجلة أسرار وتولى رئاسة تحريرها.
- صاحب ومؤسس جريدة الناس وأول مدير تحرير لها، كما أسس أيضاً جريدة النخبة وكان أول مدير تحرير لها.
- في عام 2005 اختير مديراً لتحرير جريدة الشاهد الأسبوعية ثم مديراً عاماً ومدير تحرير لجريدة الشاهد اليومية عام 2007، ولم يكتف الخضر بتأسيس الصحف والمساهمة في تحقيق الانتشار لها، حيث أصبح مديراً عاماً للشركة الكويتية للإعلام، ومديراً عاماً لشركة دار الإعلام للتوزيع والنشر.
- عضو جمعية الصحافيين الكويتية ومستشار إعلامي في جامعة الكويت، كما أنه من الأعضاء القدامى بجمعية الصحافيين العرب.
- شارك كمراسل حربي في تغطية عدة معارك وحروب منها حرب اليمن وحرب آسام في الهند.
- عاش 5 أشهر في قطر خلال فترة الاحتلال وأصبح كاتباً في جريدة الشرق القطرية.
- نظم وأشرف على أكثر من 100 دورة صحافية في جامعة الكويت ووزارة التربية والتعليم التطبيقي، باعتباره خبيراً في الأمور الفنية حيث حاضر واعطى دروساً وتدريبات في الإخراج والتنفيذ والمونتاج والطباعة.
- مثل الكويت في عدة مناسبات إعلامية داخل وخارج الكويت ومعظمها ضمن الأسابيع الثقافية

- قام بتغطية أكثر من 30 مؤتمرا أو مهرجانا خارج الكويت.

## مناصب
تقلد عدة مناصب أهمها:
- مدير التحرير لجريدة الشاهد الأسبوعية 3 سنوات.

- مدير التحرير ومدير عام لجريدة الشاهد اليومية (3 سنوات).

- مدير عام لشركة الدار الكويتية والتي تضم الشاهد اليومية والشاهد الأسبوعية والشاهد الفضائية.

- مدير عام شركة دار الإعلام للتوزيع والنشر والطباعة.

- عضو جمعية الصحافيين الكويتية.

- حاليا مستشار إعلامي بجامعة الكويت.

## مؤلفاته
- صدر له كتاب ساخر واحد عن أدب الرحلات تحت عنوان «هلوسة فكرية». 1997.[1]

## تكريم
- صنفه كتاب «إعلام الكويت» ضمن أهم الشخصيات في المجال الصحافي كونه أول مدير تحرير كويتي في الصحف اليومية الكويتية.[1]
- في عام 2016 كرم نبيل الخضر - نائب رئيس التحرير لجريد الشاهد من قبل الملتقى الإعلامي بالتعاون مع وزارة الإعلام والجمعية الكويتية للإعلام والاتصال برعاية الوزير الحمود[3][4]